# Dewoitine D.520

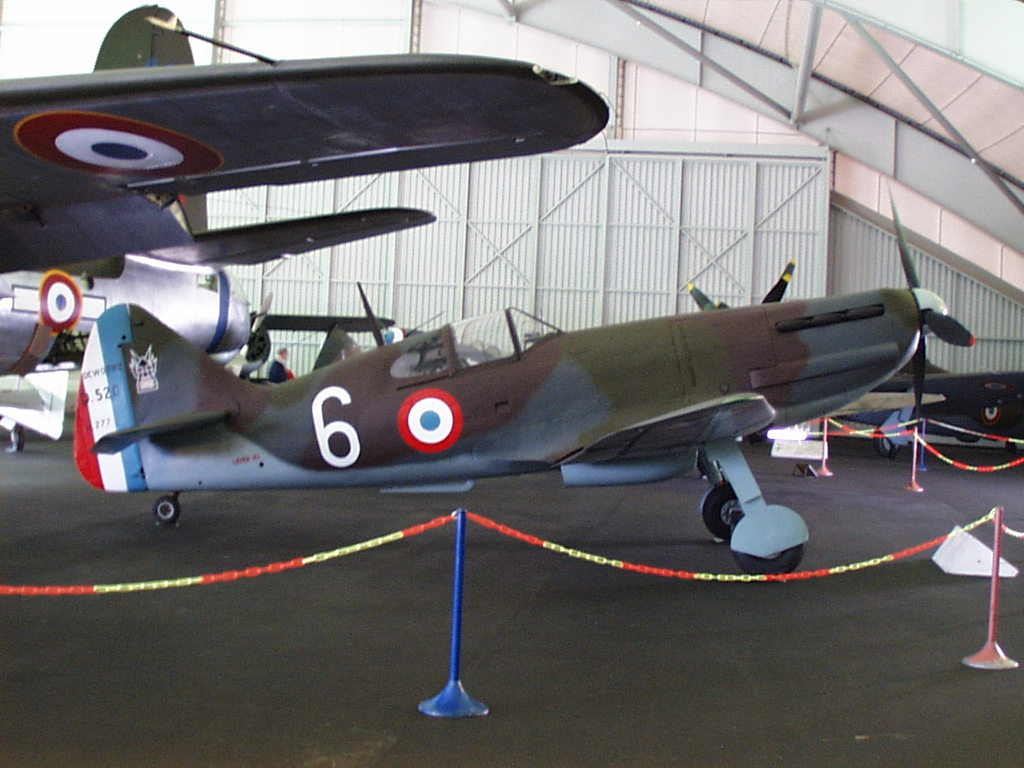

Девуатін D.520 - одномісний французький літак-винишувач часів 2 світової.

## Проєктування
У листопаді 1936 року приватне проектне бюро Еміля Девуатіна почало розробку літака Dewoitine 520. Намагаючись позбутися від проблем попередніх розробок, Девуатін застосував в конструкції літака найпередовіші технології. Новий літак повинен був розвивати швидкість 520 км/год - саме тому він отримав позначення 520.
Через місяць бюро було націоналізовано і увійшло в промислове об'єднання SNCAM (Société nationale des constructions aéronautiques du Midi). Робота над D.520 продовжилася в новій компанії під керівництвом Р. Костелло.
Дослідний екземпляр з двигуном рідинного охолодження Hispano-Suiza 12Y-2 (890 к.с.) Здійснив свій перший політ 2 жовтня 1938 року. Під час льотних випробувань літак зміг досягти швидкості в 480 км/год - що було значно менше розрахункової. Причиною зниження швидкості було визнано великий опір підкрильових радіаторів. Для зниження опору радіатори замінили на один великий радіатор, встановлений під фюзеляжем, з ежектором на виході. Під час випробувань літак здійснив посадку «на черево» і отримав незначні пошкодження. Після аварії двигун був замінений на більш новий 12Y-29, були додані ежекторні вихлопні патрубки і повітряний гвинт змінного кроку. Ці зміни дозволили літаку розвинути розрахункову швидкість.
За прототипом в 1939 році пішли ще дві моделі з новим відкидним ліхтарем і збільшеною хвостовою частиною. Літаки були озброєні 20-мм гарматою, яка стріляла через кок повітряного гвинта і двома 7,5-мм кулеметами в невеликих контейнерах під крилами. Також була створена третя модель з маленьким хвостовим колесом замість початкового милиці. Льотні випробування пройшли успішно і в березні 1939 року SNCAM отримала замовлення на виробництво 200 машин з новим двигуном 12Y-31 (пізніше був замінений на 12Y-45).
Перший серійний D.520 здійснив свій перший політ в листопаді. Він мав двигун 12Y-31 (830 к.с.) І був озброєний двома 7,5-мм кулеметами в відсіках під крилами. Ліхтар літака мав зігнуте незбиране вітрове скло і відкидається убік. На інші серійні машини встановлювався двигун 12Y-45 (930 к.с.) (Деякі отримали мотор 12Y-49 (910 к.с.)) З новим нагнітачем і трилопатевим гвинтом «Ратьє». Стандартним озброєнням були 20-мм гармата Hispano-Suiza HS.404 , що стріляє через вал гвинта, і чотири 7,5-мм кулемета MAC-1934 в крилах. Зігнуте цільне вітрове скло, використане на прототипах, було замінено на плоску панель. Серійне виробництво було налагоджено на заводі SNCAM у Тулузі.
У червні 1939 року був підписаний ще один контракт на постачання 600 машин, в липні контракт змінили - зменшивши число літаків до 510. З початком війни компанія отримала замовлення ще на 1280 машин — їх виробництво повинно було початися в травні 1940 року з продуктивністю 200 машин в місяць. Ще 120 винищувачів замовила авіація ВМС Франції . У квітні 1940 року армійський контракт був змінений - загальне число замовлених літаків збільшилася до 2250, а темп виробництва до 300 машин на місяць. Само собою зрозуміло SNCAM не зміг виконати всі умови цих контрактів.
З перервами цей літак випускався по червень 1944 року. Всього виготовлено 910 літаків.
Основні характеристики
- Довжина: 8,75 м
- Висота: 2,57 м
- Розмах крила:

Льотні характеристики